# Скоросшиватель

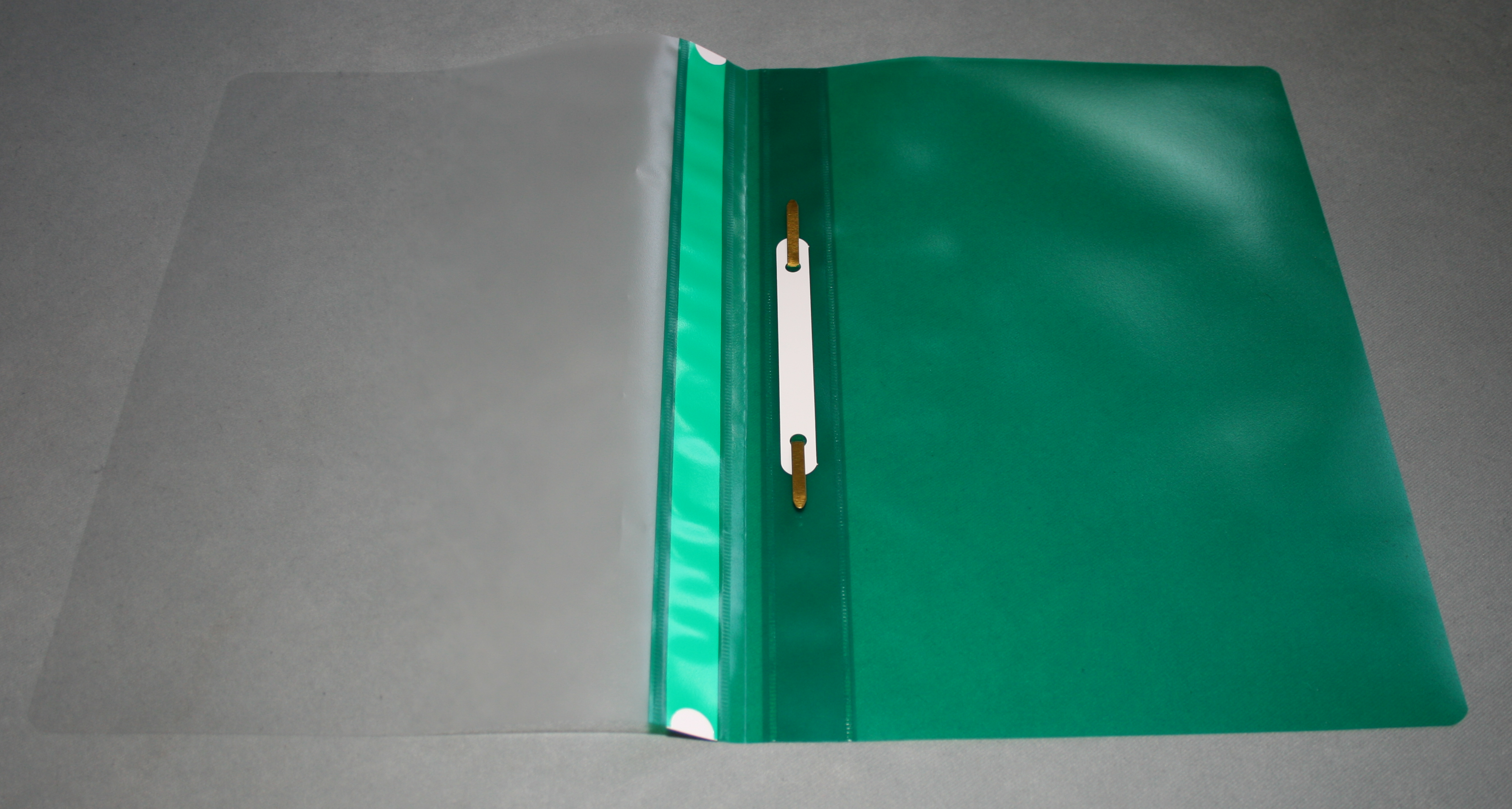
Открытый скоросшиватель.

Разноцветные скоросшиватели.

Скоросшива́тель — папка для быстрого сбора документов.

## История
В XIII веке появились своеобразные «скоросшиватели» для скрепления бумажных листов: в левом верхнем углу делались надрезы, и через них продевалась матерчатая лента. Первым же шагом к массовости скрепления листов стали швейные булавки, придуманные в 1835 году.
Современный скоросшиватель, как правило, изготовлен из картона или пластмассы и защищает документы от загрязнения и механических повреждений. Документы крепятся металлическими скобками (как у сшивателя документов).
Размер папки (в сложенном виде) для листов формата А4 (ширина × высота) 225×305 миллиметров.
Изобретателем скоросшивателя на Западе считается немец Карл Гладиц (Carl Gladitz), хотя в Китае задолго до него применяли подобные изобретения. Карл Гладитц служащий городского управления Зодена, в 1895 году, придумал удобный метод сбора и защиты для использованных документов. Сначала он производил своё изобретение в Зодене, потом фирма переехала в Баден и, позже, в Берлин.

## Другие значения
В советское время скоросшивателем также называли степлер (само слово «степлер» тогда не использовалось).